# Bloco Langevin

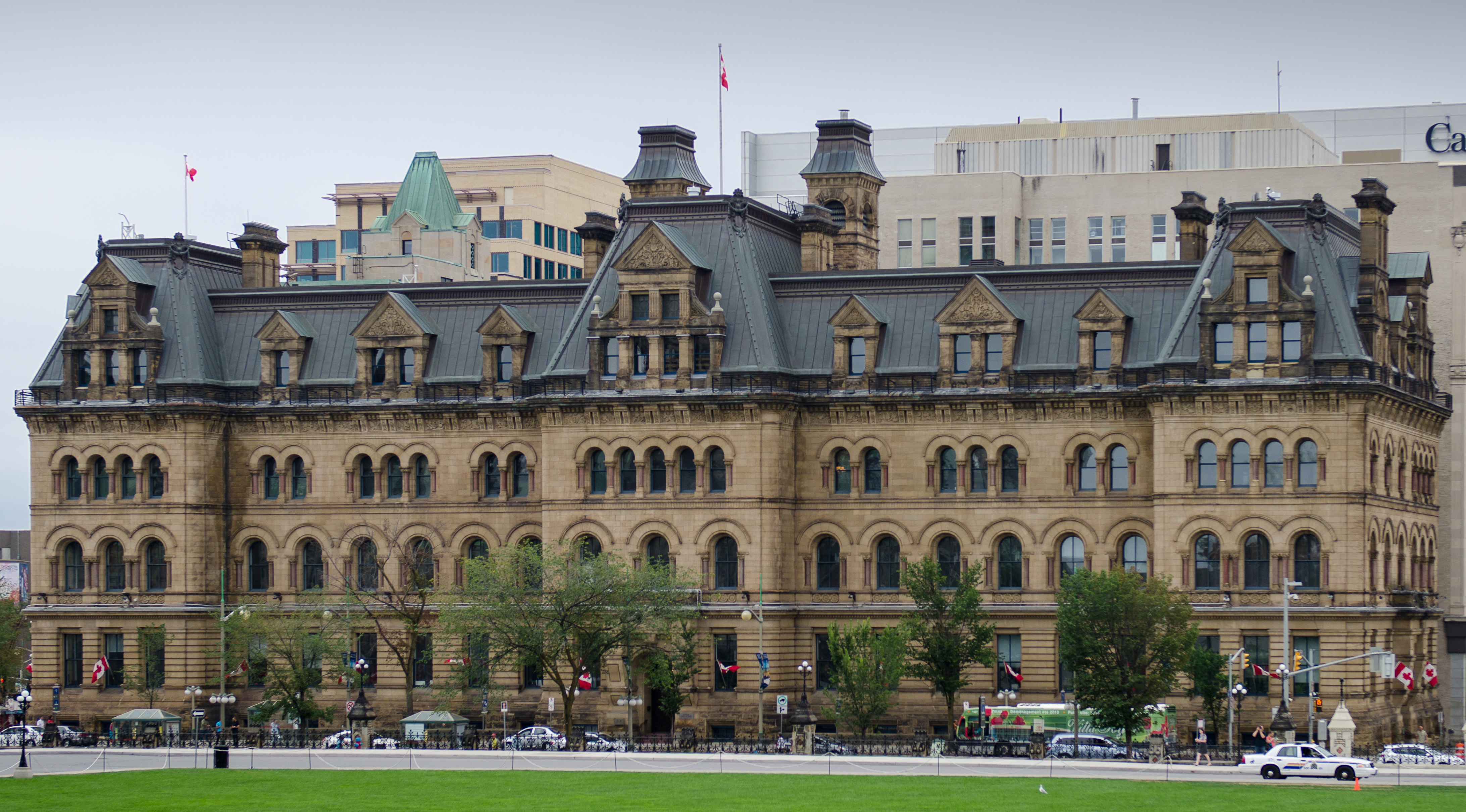
Edifício Langevin

O Bloco Langevin (em inglês Langevin Block; em francês Bloc Langevin) é um imóvel de escritórios em frente à Colina do Parlamento em Ottawa, no Canadá. Abriga o Conselho Privado da Rainha para o Canadá e o gabinete pessoal do Primeiro-ministro do Canadá, juntamente ao seu gabinete no Bloco Central dos edifícios do Parlamento. É também sede do Poder Executivo do Governo do Canadá. O termo é por vezes utilizado para designar o escritório do Primeiro-Ministro.
Sua construção iniciou-se em 1884 e foi completado em 1889. Foi o primeiro edifício do governo federal construído fora do recinto da Colina do Parlamento, ocupando terreno proeminente na Wellington Street. Originalmente denominado Edifício Departamental Sudoeste, seu nome homenageia Hector-Louis Langevin, ministro do gabinete de John MacDonald.
Em 1977, foi reconhecido como patrimônio histórico nacional do Canadá